# Antoine la Grave

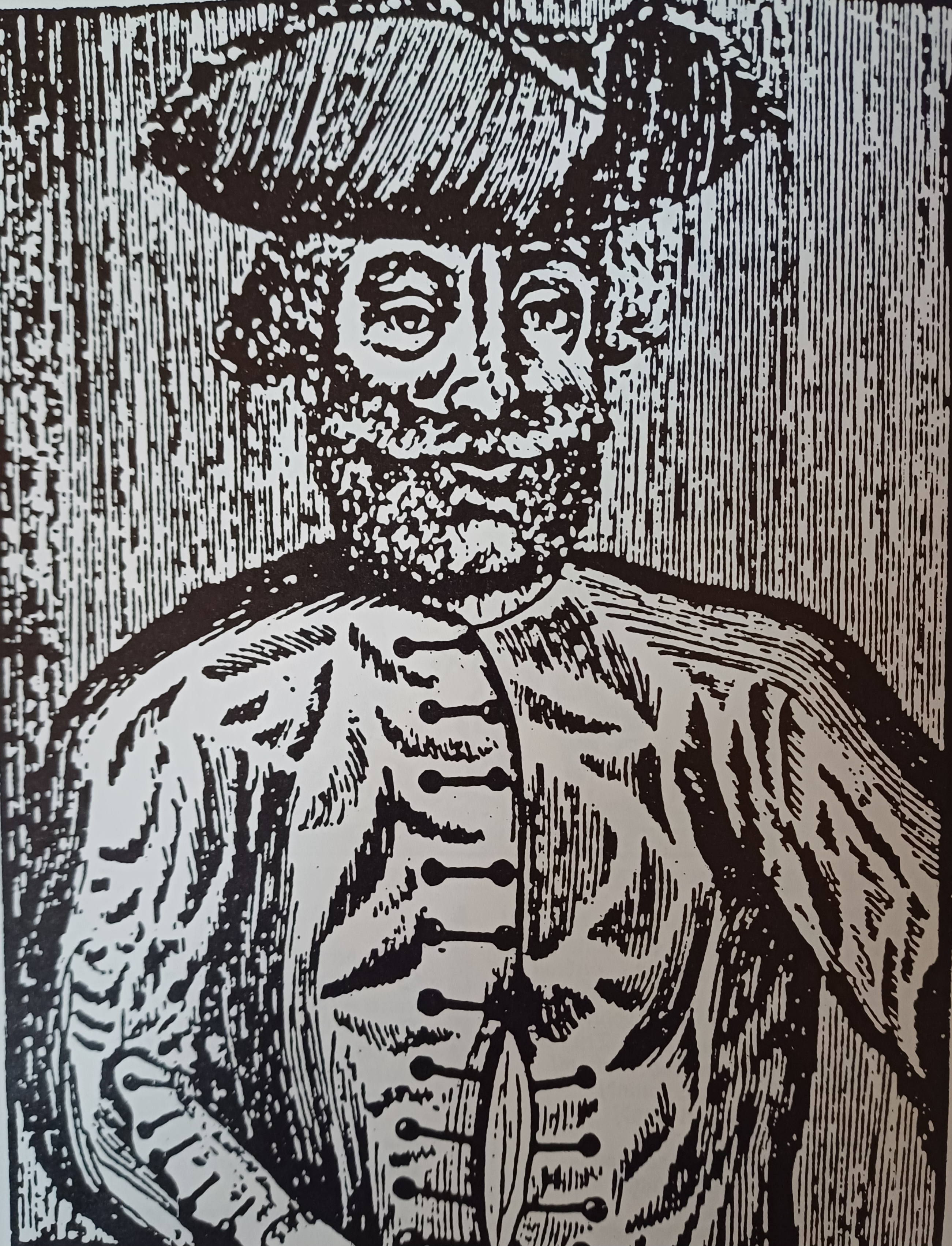
Kupferstich eines unbekannten Künstlers vom Großen Galantho (ca. 1720).

Anton (Antoine) La Grave, vulgo "Galanto" (* vermutlich ca. 1685 in Südhessen; † 2. Juni 1733 in Darmstadt), war als Landleutnant in Diensten von Kurmainz in der höchsten Polizey-Funktion, während er in Hessen-Kassel als Räuberhauptmann galt. Im Gießener Prozess am 14. und 15. November 1726 wurden 28 Personen aus seinem Familienverband festgenommen und in einer großen Pönalaktion hingerichtet. La Grave wurde seitens Hessen-Darmstadt beschuldigt von 1718 bis 1726 Oberhaupt einer Räuberbande (die Galantho-Bande) gewesen zu sein, welche zunächst aus ca. 50 Personen bestand, aber in ihrer Blütezeit bis zu 150 Personen umfasste. Die sog. Bande wurde so die Anklagepunkte aus Hessen-Darmstadt beschuldigt, Überfälle und andere Verbrechen in Oberhessen und anliegenden Landstrichen begangen zu haben.

## Leben
Als Sohn eines französischen Sinto geboren, verdiente La Grave als junger Mann zunächst seinen Sold als Musketier in der Hessen-Kasselschen Armee. 1718 schloss er sich einigen umherziehenden Vagabunden und Räubern an, die er bei Wirtshausbesuchen im Vogelsberg kennenlernte. Dem Romanes Namen "Galanto" gaben die Behörden im Fall La Graves – wie aus einer Korrespondenz zwischen Kurmainz und Kurtrier zum Landleutnant 1726 hervorgeht – seltsamerweise den Vorzug. Durch seine militärische Expertise und seine Kraft und Körpergröße wurde er schnell zum Anführer des zunächst noch losen Familienverbandes, den er mit der Zeit nach militärischem Vorbild und eiserner Disziplin umbaute. Die aktiven Jahre seines Zusammenschlusses dauerten von 1718 bis 1726.

## Die Galantho-Bande
Antoine La Grave und seiner Bande wurden kleinere und größere Raubzüge in Vogelsberg, der Wetterau und im Gießener Raum vorgewofen. Aufgrund der mit der kleinstaatlichen Ordnung befürchteten Einschränkung des Gewaltmonopols durch größere und wehrhafte Zusammenschlüsse von ehemaligen Militärs wurden Familienverbünde grundsätzlich als "Banden" betrachtet. Zunächst bestand die von ihm angeführte Gruppe aus seiner eigenen Familie und anderen umherziehenden Familienverbünden. Es solidarisierten sich mehrere Anführer mit Anton La Grave, so Johannes La Fortun (genannt "Hemperla"), der selbst eine Gruppe von ca. 40 Personen anführte und Gabriel. Die Zugehörigkeiten der verschiedenen Gruppen war dabei allerdings nicht verbindlich festgelegt, sondern Personen wechselten (je nach Bedarf und Aufgabe) zwischen verschiedenen Untergruppen hin und her. Die Involviertheit der Mitglieder war dabei ebenfalls nicht in jedem Falle gleich, sondern schwankte. In der Galantho-Bande waren beispielsweise Handwerker, Bauern oder auch Studenten aktiv, welche nur an ausgewählten Raubzügen oder Einbrüchen in der Nähe ihres jeweiligen Heimatorts beteiligt waren.

### Beinahe-Festnahme im September 1722

Zeitgenössisches Portrait der La Grave Familiengruppe des Künstlers Boris Weinrich aus dem Jahr 2015 mit den Abgebildeten: Anton "Galanto" La Grave (mitte) und v. l. n. r. Gabriel, Hemperla, Anton Alexander und Franz Lampert nach Originalvorlagen unter Berücksichtigung einer emischen Darstellung.

Anfang September 1722 wurden mehrere Mitglieder der Galantho-Bande und auch Galantho selbst in den Wäldern bei Bobenhausen im Vogelsberg gesichtet, was die örtliche Justiz dazu veranlasste eine 20-köpfige Militärstreife zur Ergreifung der Verbrecher auszusenden. Die Bande leistete allerdings erbitterten Widerstand, so dass sie sich nach einem mehrstündigen Schusswechsel am 2. September 1722 in den Bobenhäuser Wäldern einer Festnahme entziehen konnten.

### Die Ermordung des Landleutnants Emeraner

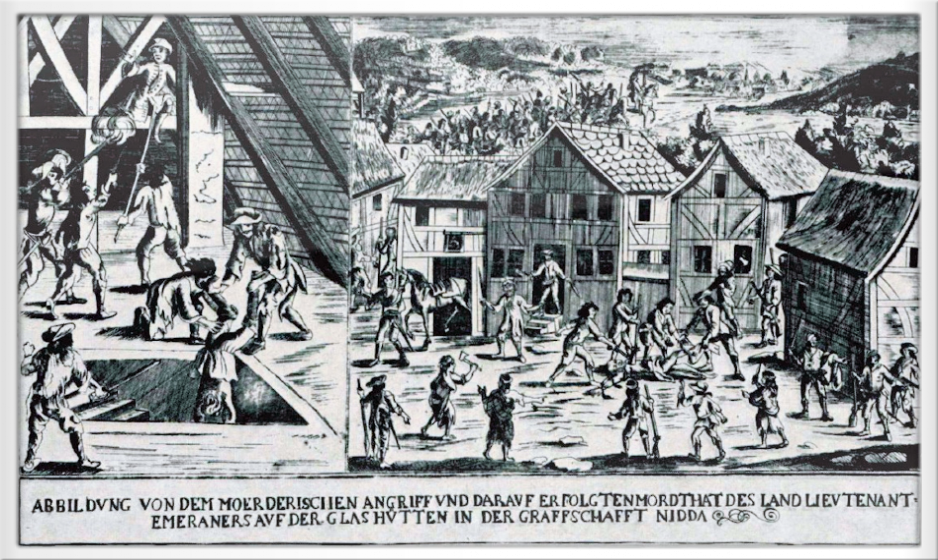
Die Ermordung des Landleutnants Emeraner auf der Glashütte in Hirzenhain durch die Bande des Galantho

Am 16. Oktober 1725 war der in Lißberg stationierte Landleutnant Ferdinand Casimir Emeraner zusammen mit zwei seiner Knechte auf Patrouille in Glashütten bei Hirzenhain. Dort trafen sie auf einige Sinti der Gruppe von La Grave, darunter auch einem seiner Söhne. Emeraner setzte mehrere Siniti fest. Daraufhin erschien ein Teil der Gruppe zur Hilfe. Emeraner suchte gemeinsam mit einem der Knechte seine Rettung in der Flucht, während der andere durch Schlag- und Stichverletzungen schwer verletzt wurde. Als Umkehrung eines Fehderituals nahm La Grave Emeraner das Versprechen auf Knien ab, keine Zigeuner mehr zu verfolgen und keinem Fleischmann mehr zu dienen. Danach wurde Emeraner gehen gelassen. Als die Gruppe daraufhin erfuhr, dass Emeraner sich im Wirtshaus der Weiler Glashütte bei Hirzenhain versteckte, besetzten sie den Ort und suchten Emeraner. Zwar beteuerte der dortige Wirt, dass sich niemand verstecken würde, allerdings fand die Räuberbande den Leutnant, nachdem alle Türen aufgebrochen wurden, auf dem Dachboden der Wirtschaft. Die Räuber erschossen Emeraner, raubten ihn aus und warfen ihn die Treppe hinunter. Danach zog der Verband ab, voran der Große Galantho auf dem Pferd des ermordeten Landleutnants. Im nachfolgenden Prozess gab La Grave an, dass Landleutnant Emeraner einer nahestehenden Mutter des Verbands ihr ungeborenes Kind aus dem Bauch habe schneiden lassen, um anschließend daraus Totenhände bzw. Diebeskerzen als Talismann gegen Räuber zu fertigen.

### Das Ende der "Galantho-Bande"

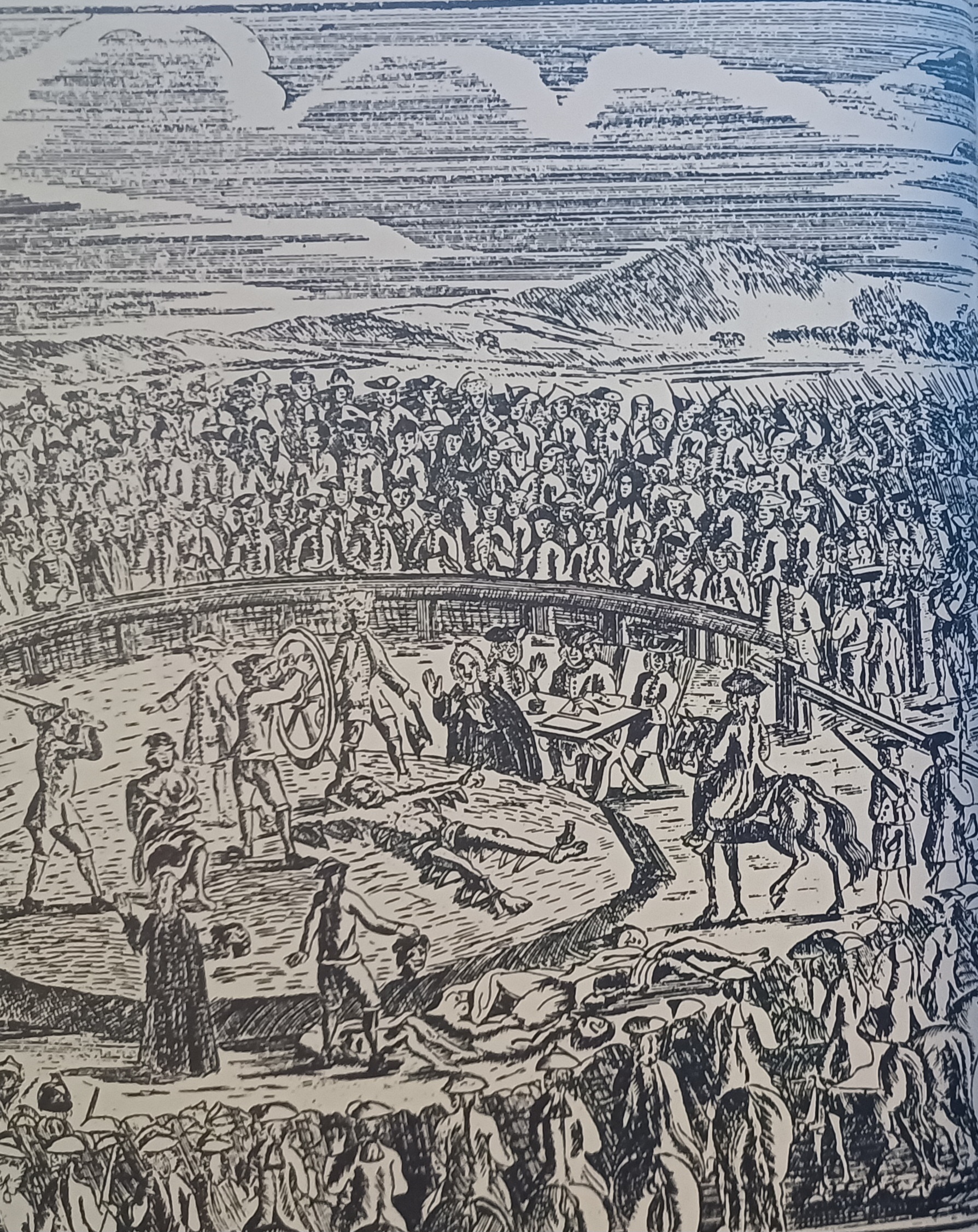
Die Hinrichtung der Galantho-Bande in Gießen im November 1726.

In Winter 1725/1726 gab es extreme Schneefälle, welche einen großen Teil der Bande aus ihren Unterschlüpfen in den Wäldern trieb. Als dies ein Landleutnant erfuhr, informierte dieser sofort den Obersten von Schenk, den damaligen Militärgouverneur des darmstädtischen Oberhessens in Gießen. Von Schenk sandte umgehend 100 Soldaten aus, die die Mitglieder der Bande in der Nähe von Butzbach festnehmen konnten. Der Unteranführer Hemperla versteckte sich im Ofen eines Backhauses, wurde aber an den Füßen herausgezogen.
Im Zuge dieser Festnahme wurden alle 28 Angeklagten zum Tode verurteilt. Nachdem sie ca. neun Monate in Gießen im Gewahrsam saßen wurden, fünf von Ihnen zum Tode durch das Rad, acht zum Tod durch den Strick und elf zur Enthauptung verurteilt. Die Hinrichtungen fanden am 14. und 15. November 1726 in Gießen statt, bei welcher mehrere tausend Bürger zugeschaut haben sollen.

### Mitglieder des Familienverbans von La Grave
- Franz Lampert
- Anton Alexander (genannt der kleine Galant)
- Johannes la Fortun (genannte Hemperla)
- Lorenz Lampert
- Johannes Lorries
- Heinrich Stötzinger
- Hans Heinrich Foura
- Christian la Fortun
- Johann la Fortun
- Maria Elisabeth (Tochter des Galantho und genannt "die Cron")
- Student Velten
- Katharina Stützinger (Frau von Student Velten)
- Marina Rosina (Mutter von Hemperla)
- Anne Maria (Frau von Hemperla)

## Der Tod des Großen Galantho

Der Große Galantho als Landleutnant in Mainz

Im Zuge der Festnahmen 1725/1726 konnten mehrere Mitglieder des Familienverbands entkommen, unter anderem Antoine la Grave selbst. Ein undurchsichtiger Vorfall führte 1733 zur Festnahme des kurmainzer Landleutnants La Grave in Gelnhausen und zur Überstellung an Hessen-Darmstadt durch die Behörden der Reichsstadt. Antoine la Grave wurde am 2. Juni 1733 in Darmstadt gehängt, danach geköpft, der Körper wurde auf ein Rad geflochten und der Kopf auf einen Pfahl gespießt.